# قلعة الرميلة
 قلعة الرميلة  أو مربعة المتارفة أو مربعة بن مترف، تقع في مدينة العين، تابعة لـ إمارة أبوظبي في الإمارات العربية المتحدة.
قلعة الرميلة فهي واحدة من القلاع الضخمة وسميت بهذا الاسم نسبة إلى قرية الرميلة الموجودة بها، هي عبارة عن مربعة ضخمة محاطة بسور مرتفع محلى بحليات من المثلثات التي تعلو السور الخارجي للقلعة، المكون من تسع أضلاع وهو السور الوحيد الموجود بهذا الشكل، فعادة ما تكون الأسوار مستطيلة أو مربعة أو دائرية، ولكن هذه القلعة تبدو مختلفة مقارنة بباقي القلاع خصوصاً أنها موجودة في منطقة مستوية، وغير محاطة بمنشآت مما يدل على أن الشكل من إيحاء المصمم، وتقع المربعة وسط هذا السور، وهو مزود بباب خشبي مستطيل الشكل، وغير بارز عكس الكثير من القلاع الموجودة في المنطقة، وتعلوه ثلاث فتحات لللرمي وتنتشر على طول السور. بُنيت القعلة من قبل الشيخ حمد بن مترف.